# Brčálnický buk
Brčálnický buk je památný strom v osadě Brčálník u Hojsovy Stráže v okrese Klatovy na Šumavě. Buk lesní (Fagus sylvatica) rostoucí u hájovny v nadmořské výšce 980 m má obvod kmene 480 cm a dosahuje výšky 20 m (měření 1984). Strom chráněn od roku 1985 pro svůj vzrůst.

## Stromy v okolí
- Brčálnická lípa
- Brčálnický jasan
- Jasany na Brčálníku